# Tocoferolo
Il tocoferolo è un nutriente vitaminico essenziale e vitale per l'uomo, un potente antiossidante liposolubile, presente in molti vegetali, ad esempio nella frutta, nell'olio di canapa, nell'olio d'oliva e soprattutto nell'olio di germe di grano. Il tocoferolo è uno dei principali composti detti vitamina E, e per questo ne viene comunemente usato interscambiabilmente il nome.

## Vitamina E
I tipi di vitamina E sono otto:
- i tocotrienoli (α, β, γ e δ, in un primo tempo detti vitamina T);
- i tocoferoli (α, β, γ e δ).

Esistono, in natura, otto composti, derivati del 6-cromanolo con quattro gruppi metilici legati all'anello aromatico e con una catena laterale isoprenoide a 16 atomi di carbonio, satura o insatura, in posizione 2, dotati di struttura chimica comune, aventi l'attività biologica della vitamina E.
A seconda della presenza di una catena satura o insatura, questi composti vengono divisi in due gruppi: i tocoferoli (α, β, γ, δ) e i tocotrienoli (α, β, γ, δ). Questi ultimi, infatti, presentano tre doppi legami sulla catena isoprenoide. La disposizione dei gruppi metilici permette di distinguere i singoli composti delle due classi.
Biologicamente l'alfa tocoferolo è la forma vitaminica più potente e attiva. Ad esso ci si riferisce per valutare l’attività degli altri tocoferoli: β-tocoferolo, γ-tocoferolo, δ-tocoferolo, ecc.
Gli altri tocoferoli non hanno molta importanza anche se l'attività ossidante aumenta passando dall'alfa al delta, inversamente all'attività vitaminica.

## Storia
La vitamina E, scoperta nel 1922 dall'embriologo Herbert Evans e dalla sua assistente Katherine Bishop, è il fattore liposolubile in grado di prevenire la morte fetale animale. Inizialmente chiamata fattore X, venne successivamente denominata vitamina E (venne scoperta dopo la vitamina D), e nel 1927 si vide che essa era un nutriente essenziale per mantenere fertili i ratti di laboratorio.
Nel 1936 dall'olio di germe di grano venne isolato un fattore con la stessa attività biologica della vitamina E; la sua struttura venne determinata da Erhard Fernholz nel 1938 e venne denominato α-tocoferolo. Nello stesso anno Paul Karrer realizzò la sintesi di una miscela racemica di α-tocoferolo. Successivamente da molti oli vegetali vennero isolati altri composti aventi attività simile: i tocotrienoli e il β, γ, δ-tocoferolo.
La scoperta che la vitamina E è essenziale anche per l'uomo avvenne solamente nel 1968.

## Chimica
I tocoferoli presentano tre centri stereogenici (su C2, C4 e C8) e i tocotrienoli uno solo (C2). Il tocoferolo naturale, usato come termine di confronto per la valutazione dell'attività biologica delle altre sostanze, essendo il più attivo, presenta i tre atomi chirali nella configurazione R (per cui viene detto anche RRR-tocoferolo).
I tocoferoli sono composti oleosi, insolubili in acqua e solubili nei solventi apolari. Sono facilmente degradati dall'ossigeno e dai raggi UV e sono abbastanza resistenti al calore.
L'assorbimento della vitamina E è conosciuto bene solo per quel che riguarda i tocoferoli. Essi vengono assorbiti a livello dell'intestino tenue previa precedente idrolisi, qualora presenti sotto forma di esteri. La buona funzionalità delle vie di idrolisi e assorbimento dei lipidi sono essenziali anche per i tocoferoli in quanto essi vengono inclusi in micelle formate dagli acidi biliari e dai prodotti dell'idrolisi lipidica avvenuta per azione del succo pancreatico. Generalmente l'assorbimento dei tocoferoli varia tra il 20 e il 40% di quello assunto con i cibi.
I tocoferoli vengono assorbiti dagli enterociti e vengono poi rilasciati, inglobati nei chilomicroni, nella circolazione linfatica e da lì rilasciati in quella sistemica. Nel flusso ematico, essi vengono trasportati inclusi nelle lipoproteine.
Nel fegato viene attuata una selezione preferenziale del RRR-tocoferolo che viene incorporato nelle lipoproteine epatiche, mentre gli altri composti con azione vitaminica simile non vengono accettati. Questo processo avviene grazie a una specifica proteina legante l'α-tocoferolo (α-tocopherol binding protein: α-TBP) che lo lega, lo trasporta agli scompartimenti cellulari e ne permette l'inclusione nelle lipoproteine.
La maggior parte della vitamina E plasmatica viene rinvenuta nelle lipoproteine a bassa densità (LDL), ma se ne trova anche a livello delle VLDL e delle lipoproteine ad alta densità (HDL). La vitamina viene scambiata tra le diverse lipoproteine, ma è anche ceduta agli eritrociti e a vari tessuti (specialmente adiposo e muscolare) tramite l'azione di lipasi che, scindendo i trigliceridi, permettono anche la liberazione del tocoferolo.
Il metabolismo del tocoferolo è assai lento ed esso viene eliminato nelle feci, sotto forma di α-tocoferilidrochinone e α-tocoidrochinone, e nelle urine sotto forma di acido tocoferonico, tutti composti che vengono coniugati con acido glucuronico.

## Azioni biologiche
La vitamina ha un ruolo importante, quale fattore antiossidante, nella prevenzione dell'ossidazione degli acidi grassi polinsaturi, evento chiave nello sviluppo del processo di perossidazione lipidica. Tale evento, scatenato dall'azione di radicali liberi, si sviluppa attraverso delle reazioni a catena che continuano il processo. La vitamina E è in grado di bloccare questo fenomeno donando un atomo di idrogeno ai radicali perossilipidici, rendendoli in tal modo meno reattivi e bloccando di fatto la perossidazione lipidica. Tale reazione redox trasforma la vitamina E in un radicale α-tocoferossilico che è piuttosto stabile, grazie allo sviluppo di fenomeni di risonanza, e che può reagire con la vitamina C o con il glutatione o con il coenzima Q10 per riformare l'α-tocoferolo.
Poiché lo sviluppo della perossidazione lipidica può determinare profonde alterazioni delle membrane cellulari, si comprende il motivo per cui alla vitamina E è riconosciuto un ruolo importante nel mantenere tali strutture indenni. Ciò è verificato anche dal fatto che gli eritrociti, che sono particolarmente sottoposti a stress ossidativo, risentono abbastanza presto di stati carenziali di vitamina E divenendo più sensibili all'emolisi.
La vitamina E, inoltre, sembra regolare l'attività della lipossigenasi e della cicloossigenasi. Tali enzimi sono coinvolti nella formazione di prostanoidi, composti capaci di mediare i fenomeni d'aggregazione piastrinica i quali vengono accentuati dalla mancanza della vitamina.
Qualche studio biochimico ha evidenziato che il tocoferolo può interferire con l'attività di certe chinasi calcio/fosfolipide-dipendenti o proteina chinasi C (PKCs). Studi più dettagliati hanno dimostrato che l'effetto diretto sulla PKC è minimo; piuttosto, il tocoferolo interagisce direttamente con la proteina fosfatasi 2A (PP-2A), che poi defosforila diversi substrati cellulari tra cui proprio alcune isoforme di PKC. Grazie a questo meccanismo, inoltre, il tocoferolo a certe dosi può comportarsi da anti-proliferativo su cellule tumorali. La PP-2A, infatti disattiva parzialmente le chinasi attivate dai mitogeni (MAPKs), che si sa essere utilizzate nella trasduzione del segnale di molti fattori di crescita. L'azione del tocoferolo come tale o come derivato organico (succinato) sulla crescita delle cellule maligne è provata da tempo (vedere Bibliografia).
Un gruppo di ricercatori italiani dell'Università di Ann Harbor nel Michigan ha scoperto come il tocoferolo può esercitare effetti diretti sull'espressione genica. Gli studi di questo gruppo hanno condotto alla scoperta di una proteina del citoplasma cellulare in grado di legare il tocoferolo (la Tocopheryl-Activated Protein-1; TAP-1) e programmare l'espressione di geni specifici. L'azione coordinata di questi geni permetterebbe risposte specifiche a livello dell'apparato cardiovascolare, immunologico, nervoso e cartilagineo.
Poco chiaro è invece l'effetto sul colesterolo e sul cuore che potrebbero essere parzialmente mediati da un gruppo di recettori collegati al metabolismo dei lipidi e dei perossisomi (Peroxisomal Proliferation-Activating Receptors; PPARs). Sebbene sugli animali l'uso di tale composto si sia rivelato utile nel prevenire i danni cardiovascolari, gli studi clinici sull'uomo hanno fornito risultati dubbi. Una recente meta-analisi ha addirittura concluso che l'uso di alte dosi di vitamina E determinerebbe un aumento della mortalità.
Recenti studi hanno dimostrato come la vitamina E possa promuovere l'attività degli osteoclasti, giocando un ruolo nella diminuzione della massa ossea. Questo è stato dimostrato mediante topi knockout per α-tocopherol transfer protein (Ttpa): questi dimostravano un'elevata massa ossea in seguito a bassi livelli di riassorbimento di quest'ultima. Se agli stessi veniva somministrata un'adeguata quantità di vitamina E, essi andavano incontro a una perdita di massa nel tessuto osseo.

## Vitamina E e insulina
In accordo alle interazioni biochimiche esistenti tra il tocoferolo e i suddetti recettori perossisomiali (PPARs), è stata avanzata l'ipotesi che la supplementazione con tocoferolo (sotto forma di olio di germe di grano) possa essere di beneficio nei pazienti affetti da diabete. Una inter-regolazione tra PPARs e tocoferolo in effetti è stata provata; inoltre il diabete è una condizione metabolica in cui lo stress ossidativo è particolarmente pronunciato. Questo giustificherebbe l'integrazione terapeutica della vitamina E, che è nota per le sue ottime proprietà antiossidanti.
Non sono però ancora chiari i meccanismi attraverso i quali la supplementazione con tocoferolo possa ridurre il fabbisogno di insulina giornaliera nei pazienti con diabete di tipo 1 (IDDM). Alcuni Autori puntano sull'eliminazione dei radicali liberi, responsabili in parte di provocare un effetto di insulino-resistenza; ciò in parte è vero, dato che una cattiva utilizzazione del glucosio porta alla genesi di sottoprodotti indesiderati come alcoli riducenti (i famosi "poli-oli" responsabili delle complicanze diabetiche), aldeidi tossiche come la metilgliossale e derivati del diossi-acetone. Altri dati, invece, suggeriscono che un difetto di regolazione dell'espressione genica mediata dall'insulina sia correggibile con la supplementazione di tocoferolo, grazie al miglioramento del metabolismo lipidico operato dai recettori PPARs.
Non si hanno dati conclusivi su quali delle due ipotesi si possano basare le precedenti asserzioni. Entrambe sono verità biochimiche abbastanza assodate (specialmente nel caso del diabete di tipo 1), ma quanto esse incidano nella patologia in sé o sulle complicanze o la biodisponibilità dell'insulina, o ancora nel diabete di tipo 2, è ancora oggetto di intensi studi.

## Fonti alimentari
Sono ricchi di vitamina E gli alimenti di origine vegetale in primis semi (e di conseguenza gli oli da essi derivati, fra i quali l'olio di canapa), seguiti da cereali, frutta e ortaggi. Molto ricche ne sono le nocciole, le noci e le mandorle. Il contenuto vitaminico viene ridotto dai processi di cottura, soprattutto dalla frittura e dalla cottura al forno. La vitamina E può perdersi anche stando a contatto con l'ossigeno; tale fenomeno viene accentuato dalla contemporanea presenza di metalli e acidi grassi polinsaturi e ridotto dalla presenza di antiossidanti.

## Carenza
Sviluppare carenza di vitamina E è complicato in quanto i suoi depositi nell'organismo sono ingenti (soprattutto nel fegato). Il neonato prematuro, invece, ha depositi scarsi di questo composto per cui può sviluppare fenomeni carenziali caratterizzati da anemia emolitica e talvolta edema degli arti inferiori. Nell'adulto può comparire deficit di vitamina E solo in casi di malassorbimento o abetalipoproteinemia e ciò comporta l'insorgenza di una sindrome neurodegenerativa con neuropatia periferica, miopatia e atassia cerebellare; è stata notata anche una correlazione con la dermatite seborroica.
Bassi livelli di tocoferolo e vitamina C sono associati a un maggior rischio di malattia parodontale. La somministrazione di tocoferolo promuove la sintesi del fattore di crescita fibroblastico basico e del collagene di tipo I; stimola la crescita e migrazione dei fibroblasti e la guarigione della ferita, anche in presenza di diabete;; riduce le citochine infiammatorie e aumentare le β-difensine.

## Livelli di assunzione e tossicità
Poiché la vitamina E è presente in otto forme, per poter effettuare valutazioni comparative tra esse si ricorre all'uso dei Tocoferolo Equivalenti o delle Unità internazionali (UI).
1 Tocoferolo Equivalente = 1 mg RRR-tocoferolo = 1,5 UI = 2 mg β-tocoferolo = 3 mg γ-tocotrienolo = 10 mg γ-tocoferolo.
Al momento non si è in grado di stabilire un valore preciso di assunzione giornaliera di vitamina E, in quanto esso dipende dallo stato delle difese antiossidanti dell'organismo e dalla quantità di acidi grassi polinsaturi presenti nella dieta. Al momento, per la popolazione italiana, si consiglia un'assunzione di 8 mg/die o comunque un apporto non inferiore ai 3 mg/die per le donne e 4 mg/die per gli uomini. La vitamina E non sembra dare problemi di tossicità. Si è visto che possono comparire disturbi intestinali per dosi superiori ai 2 000 mg/die e che assumere alte dosi giornaliere per anni può aumentare il rischio di tumore al polmone del 7% nei forti fumatori (20 o più sigarette). Secondo uno studio del 2011, i supplementi di vitamina E aggiunti alla dieta (la ricerca prevedeva un dosaggio di 400 UI al giorno per un periodo tra i 7 e i 12 anni) provocherebbero un incremento lieve, seppure statisticamente significativo, del rischio di ammalarsi di carcinoma della prostata. L'aumento di rischio calcolato, in termini di incidenza, sarebbe pari a 1,6 su 1 000 persone per anno rispetto al placebo.